# アブロ アンソン
アブロ アンソン
アブロ 652A アンソン T.21
- 用途：輸送機、偵察機、哨戒機、爆撃機、練習機
- 分類：多目的機
- 製造者：アブロ
- 運用者**  イギリス空軍
  -  イギリス艦隊航空隊
  -  フランス
  -  アメリカ合衆国
  -  オーストラリア国防軍
- 初飛行：1935年3月24日
- 生産数：11,020機
- 運用開始：1936年
- 退役：1968年
- 運用状況：退役

アブロ アンソン（Avro Anson）は、イギリス空軍・海軍で使用されたアブロ社製の航空機である。イギリス空軍が採用した最初の単葉・引込脚の飛行機で、第二次世界大戦中は輸送、偵察、哨戒、爆撃、練習などの幅広い用途に使用され、「忠実なアニー」のニックネームで親しまれた。大戦終戦後も生産は続き、最後の機体が引き渡されたのは1952年5月であった。

## 概要
アンソンは、1935年に初飛行した民間向けの輸送機である「652」を発展させた機体で、試作機は1935年3月24日に初飛行した。1936年に空軍に採用され、第二次世界大戦開戦時には沿岸警備隊で偵察や哨戒任務に就いた。実用性、信頼性に優れていたため部隊では好評だったが、前線で運用するには性能不足となっていたためブリストル ブレニムやロッキード ハドソンと交替して引き上げられ、戦争中盤以降は主に練習機として利用されるようになった。機上操作を学ぶには機体の大きさが手ごろで操縦もしやすかったため愛用され、練習機としてだけでなく軽輸送機や連絡機としても多数利用された。終戦後ジェット機の時代になってからも多くの訓練部隊で引き続き使用され、空軍では1968年まで現役であった。
生産は、イギリスとカナダで行われ、総生産機数は11,020機にのぼった。生産は1952年まで続けられ、ピークの1943年と1944年には、月産130機のペースで生産が行なわれていた。

## 事故
1940年9月29日、オーストラリア空軍第2飛行訓練学校の2機のアンソン（機体記号 L9162とN4876）がニューサウスウェールズ州ブロックルズビー（Brocklesby）上空で、2機によるバンク旋回中に高度300メートルで空中衝突し、飛行中に機体が馬乗りになったままロックアウトした。衝突後、上側の機体のエンジンは停止したが、下側のエンジンは全速で動作していた。
両機の航法士と下側のアンソンの操縦士は脱出したが、上側のアンソンの操縦士はエルロンとフラップで操縦可能なことに気付き、約8キロメートルを操縦して、着陸場所を探し、牧草地への緊急胴体着陸を成功させた。この結果、4名の搭乗員は全員無事生還した。事故後、両機とも修理され、下側のL9162は地上訓練機として、上側のN4876は運用に復帰した。 (参照 ブロックルズビー空中衝突事故en:1940 Brocklesby mid-air collision).

## スペック(アンソン１)
- 全幅: 17.22 m
- 全長: 12.99 m
- 全高: 3.99m
- 機体重量: 3,622 kg
- エンジン: アームストロング・シドレー チータ9 空冷7気筒  350 hp × 2
- 最大速度: 303 km/h
- 航続距離: 1,270 km
- 上昇限度: 5,800 m
- 武装
  - 7.7 mm機銃×2
  - 爆弾 160 kg
- 乗員: 3名

## 登場作品
『R.U.S.E.』
イギリスの偵察機として登場。